# Серафим (Тихонов)
Архиепископ Серафим (в миру Дмитрий Захарович Тихонов; 23 февраля 1935, станция Сура, Куйбышевский край — 3 июля 2000, Москва) — епископ Русской православной церкви, архиепископ Пензенский и Кузнецкий.

## Биография
В 1950 году окончил сельскую школу в селе Красном Никольского района.
В 1950—1952 годы — обучался в Рузаевском железнодорожном училище Мордовской АССР.
В 1952 году — поступил на работу слесарем пункта техосмотра ж.-д. станции Рузаевка.
В 1955 — окончил 9-й класс средней школы рабочей молодёжи.
В 1955 году — призван в ряды Советской Армии, проходил службу в качестве радиотелефониста артиллерийской части. 5 января 1956 года уволен в запас по болезни, после чего находился на излечении в железнодорожной больнице г. Харькова, где к нему пришло решение стать священнослужителем.
В 1957 году переехал в Саранск, где стал часто посещать Иоанно-Богословский собор и готовиться к поступлению в духовную семинарию. В том же году поступил в Саратовскую духовную семинарию. Обучаясь семинарии, исполнял обязанности иподиакона и келейника у ректора семинарии архимандритом Феодосия (Погорского).
Окончил Саратовскую духовную семинарию в 1961 году (в составе её последнего выпуска в год закрытия), Ленинградскую духовную академию в 1965 году, аспирантуру Московской духовной академии в 1968 году, кандидат богословия.
20 апреля 1965 года архиепископом Пензенским и Саранским Феодосием пострижен в монашество с именем Серафим в честь прп. Серафима Саровского.
21 мая того же года рукоположен в иеродиакона митрополитом Ленинградским и Ладожским Никодимом. 5 сентября — рукоположен в иеромонаха архиепископом Пензенским и Саранским Феодосием.
С 1968 по 1970 годы Серафим был секретарём управляющего Ивановской епархией архиепископа Феодосия, в 1969 году был возведён в сан игумена и до 1970 года последовательно занимал должности секретаря, заместителя начальника и начальника Русской духовной миссии в Иерусалиме.
30 сентября 1977 года назначен наместником Свято-Успенского Патриаршего мужского монастыря в г. Одессе.

### Архиерейство
10 октября 1978 года согласно постановлению Патриарха Пимена и Священного Синода архимандриту Серафиму определено быть епископом Пензенским и Саранским.
12 октября 1978 года — освобождён от обязанностей наместника Одесского Успенского монастыря.
17 октября 1978 года в Белом зале Московской Патриархии состоялось наречение архимандрита Серафима (Тихонова) во епископа Пензенского и Саранского.
18 октября 1978 года хиротонисан во епископа Пензенского и Саранского. Чин хиротонии совершили Святейший Патриарх Пимен, митрополиты Таллинский и Эстонский Алексий (Ридигер), Крутицкий и Коломенский Ювеналий (Поярков), Одесский и Херсонский Сергий (Петров), митрополит Минский и Белорусский Филарет (Вахромеев), Патриарший Экзарх Средней Европы архиепископ Берлинский и Среднеевропейский Мелхиседек (Лебедев), архиепископ Орловский и Брянский Глеб (Смирнов), архиепископ Курский и Белгородский Хризостом (Мартишкин), викарий Московской епархии епископ Зарайский Иов (Тывонюк), епископ Можайский Николай (Саяма). 27 октября 1978 года прибыл на Пензенскую кафедру.
В отчёте уполномоченного Совета по делам Религий Васягин А. С. характеризуется так: «В общении с уполномоченным вежлив, обходителен. В большинстве случаев прислушивался к просьбам, предложениям и стремился быстро их выполнить. Настойчив, когда отстаивал свою точку зрения». В отношениях со священниками епископ Серафим был весьма категоричен, требовал безукоснительного выполнения всех своих указаний, без обсуждения или возражения.
5 апреля 1990 года возведён в сан архиепископа.
За время более чем 20-летнего управления епархией владыкой Серафимом число приходов увеличилось с 27 до 160, было открыто 3 монастыря, а также православная гимназия в Пензе, 40 воскресных школ, вечерние богословские курсы, первый выпуск которых состоялся в 1999 году.
Скончался 3 июля 2000 года в Москве.
Похоронен в Пензе на Мироносицком кладбище у здания Успенского кафедрального собора.
Каждый год на Пензенской земле с 2-4 июля проходят Дни памяти Архиепископа Серафима (Тихонова), их возглавляют Губернатор Пензенской области, Епископ Краснослободский и Темниковский Климент, Митрополит Оренбургский и Саракташский Вениамин.

## Награды

### Церковные
- в 1972 году крестом с украшениями,
- орденом Святого равноапостольного князя Владимира 3-й степени в 1978 году,
- орденом Сергия Радонежского 2-й степени в 1985 году,
- именной панагией в 1988 году,
- орденом Святого благоверного князя Даниила Московского 2-й степени в 1990 году,
- Крестом Святого Гроба Господня 3-й степени и Крестом Святого Гроба Господня 2-й степени с частицами Животворящего креста Господня,
- орденом Святого равноапостольного князя Владимира 2-й степени в 1999 году.

### Светские
- Почётный гражданин города Пензы (11.05.2000).